# Fünf-Elemente-Lehre
Die Fünf-Elemente-Lehre (chinesisch 五行學 / 五行学 – „Lehre der Fünf Wandlungsphasen“, kurz 五行) ist eine im alten China entstandene daoistische Theorie zur Naturbeschreibung. Die Fünf-Elemente-Lehre beschreibt Gesetzmäßigkeiten, nach denen dynamische Umwandlungsprozesse (Wandlungen) im Bereich des Lebendigen ablaufen, betont also Werden, Wandlung und Vergehen. Die fünf Elemente Feuer (火 huǒ), Wasser (水 shuǐ), Holz (木 mù), Metall (金 jīn) und Erde (土 tǔ), etwa als Bausteine des menschlichen Organismus, sind unmittelbar aus der Natur abgeleitet. Aus ihren (abstrahierten) Eigenschaften wird auf die Beziehungen zwischen Erde, Mensch und Himmel und innerhalb dieser Sphären geschlossen.
Die lange Tradition der Fünf-Elemente-Lehre wirkt in die chinesische Philosophie (z. B. Wuji, Taiji) und ist von Bedeutung im medizinischen Bereich wie beispielsweise der traditionellen chinesischen Medizin (TCM), der Akupunktur, der chinesischen Diätetik, den ganzheitlichen Ansätzen der neueren westlichen Medizin (z. B. Ernährung nach den Fünf Elementen), dem chinesischen Massagetherapie Tuina oder dem japanischen Shiatsu. Sie ist in den traditionellen chinesischen Kampfkünsten wie das Taijiquan, das Xingyiquan oder Qigong von Bedeutung. Weiter ist sie in der Feng-Shui-Lehre, chinesischen Astrologie und Charakterkunde zu finden.
Der Buddhismus kennt die Elemente Erde, Wasser, Luft, Feuer und Leere als Fünf Elemente. Diese Lehre unterscheidet sich von der daoistischen. Die antike griechische Philosophie entwickelte die Vier-Elemente-Lehre mit den Elementen Luft, Feuer, Wasser und Erde und teilweise dem Äther als Quintessenz und fünftem Element.

## Die fünf Elemente
Die Lehre ist in der traditionellen chinesischen Philosophie verankert. Danach lassen sich alle Naturphänomene durch die großen (unterstellten) Umwandlungen (xíng – 行) aufteilen. Diese fünf Elemente (genauer: Prozesse) sind nicht statisch, sondern unterliegen der ständigen Änderung und Umwandlung und stehen in einer zeugenden und zehrenden Beziehung zueinander. Auf diese lassen sich die Umwelt und die Naturgesetze zurückführen. In diesem Sinne sind die Grundelemente als Wandlungsphasen oder Aktionsqualitäten anzusehen. In der Shang-Dynastie (etwa 1600–1046 v. Chr.) wurden ihnen die fünf Richtungen Nord, Süd, Ost, West und Mitte zugeordnet. Mit dieser (zugeordneten) allseitigen Bedeutung und Wirkung kamen zunehmend jeweils weitere fünf Eigenschaften oder Zustände hinzu, in denen sich der Mensch, die Natur, der Himmel und die Erde befinden.
| Holz   | 木 mù   | Aufbruch, Entwicklung eines Handlungsimpulses, Expansion, Steigen |
| Feuer  | 火 huǒ  | Ausgestaltung, dynamische Phase, Aktion                           |
| Erde   | 土 tǔ   | wandelnd, umwandelnd, verändernd, Fruchtbildung                   |
| Metall | 金 jīn  | Reife, Kontraktion, Kondensation, Ablösung, Sinken                |
| Wasser | 水 shuǐ | Betrachtung, Lageerfassung, Ruhe                                  |

Anm.:
Die Interaktion dieser Elemente bewirkt einen Prozessablauf, der als Zyklus beschrieben und auf verschiedenste Abläufe im Bereich des Organischen angewendet wird, zum Beispiel im menschlichen Körper, in der Charakterkunde, in der Astrologie oder auch in Organisationen, wie beispielsweise einem Unternehmen oder auch in der Politik.

## Naturphilosophischer Hintergrund
Fragestellung und Methodik der Fünf-Elemente-Lehre ähneln stark dem Yijing (veraltend I Ging), dem Buch der Wandlungen. Beide stehen auf dem gemeinsamen geistigen Hintergrund des Daoismus.
Wie im Yijing und auch im Daodejing des Laozi ist in der Fünf-Elemente-Lehre das Dao, die monistische schöpferische Funktion des großen Einen, selbst unbenennbar und tritt als der Erkenntnis zugängliches Prinzip nur als komplementärer Dualismus in Erscheinung: als Yin und Yang. Diese beiden erzeugen, wie im Artikel zum Yijing beschrieben, durch Verdopplung die vier Hsia und durch erneute Verdopplung die acht Gua, die Acht Trigramme. Die Erde als wandelnde Qualität wird beiden dualen Polen (Yin und Yang; vgl. Polarität) zugeordnet, die vier Hsia den übrigen vier Elementen (siehe: Kosmologische Anordnung).
Im Daoismus gelten alle Aussagen über die Realität als Symbol und nicht selbst als Realität. Deshalb gibt es keinen Ausschließlichkeitsanspruch für ihre Gültigkeit, es können durchaus verschiedene Aussagen und Theorien (hier das Yijing und die Fünf-Elemente-Lehre) nebeneinander bestehen, man wechselt je nach Anwendung zwanglos zwischen ihnen. Dieses Vorgehen erscheint uns im westlichen Denken oft problematisch, wird aber dennoch praktiziert: die Berechnung der Tide nach dem Mondstand und die Beschreibung der Tageszeiten nach dem Sonnenlauf stellt selbstverständlich die Erde als Bezugspunkt in die Mitte, obwohl das geozentrische Weltbild längst widerlegt ist. Ebenso hat etwa die klassische Physik ihren definierten Gültigkeitsbereich und ist nicht etwa durch Relativitätstheorie oder Quantentheorie hinfällig geworden.

## Zyklische Anordnung

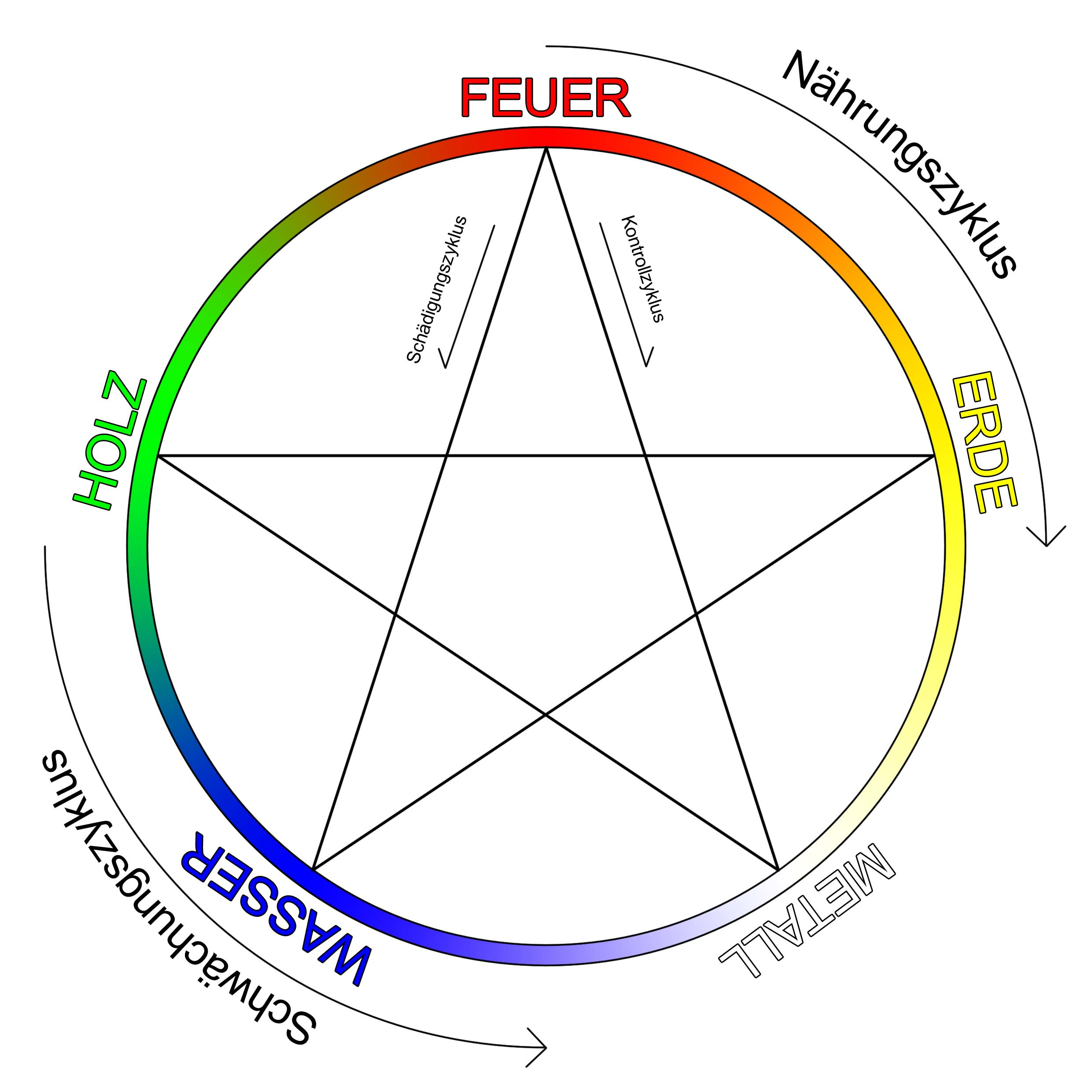
Zyklische Anordnung der fünf Elemente

Die fünf Elemente stellen Wandlungsphasen von Prozessen oder Aktionsqualitäten dar. Es handelt sich daher nicht um Elemente im Sinne von Bestandteilen, sondern um Aspekte eines dynamischen Ablaufes, der als zyklisch erlebt und meist in einem fünfgeteilten Kreis im Uhrzeigersinn dargestellt wird. Die Vorstellung organischer Prozesse als zyklisch bedeutet jedoch nicht eine stetige, monotone Wiederholung, sondern beinhaltet ebenso eine (im Westen meist linear gedachte) Evolution: jeder Durchlauf des zyklischen Prozesses verändert die Ausgangslage für den folgenden Durchlauf.
Die im Prozess wechselnden Phasen werden häufig an der Jahreszeitenfolge verdeutlicht:
Wasser steht unten als ruhender Ausgangspunkt und wesentlicher Bestandteil jeder Dynamik und entspricht dem Winter.
Holz folgt als vorbereitende, expandierende Phase, (Vor)frühling.
Feuer bildet den Höhepunkt der eigentlichen Aktion; es steht für den Sommer.
Erde steht für den wandelnden Aspekt, der im zyklischen Prozess Evolution bewirkt (etwa die Metamorphose hin zur Fruchtbildung) sowie den Spätsommer.
Metall konzentriert und strukturiert die Aktion, dies gewährleistet die Wirkung der Aktion, entsprechend der Reifung im Herbst.
Dem schließt sich wieder die Ruhephase (Wasser) an.

### Nährungs-Zyklus

Nährungs-Zyklus

In der besprochenen Reihenfolge (zyklisch im Uhrzeigersinn) nähren die Elemente einander, das eine Element gebiert das andere Element, sie stehen in der Beziehung wie die Mutter zum Kind.
Holz lässt Feuer brennen.
Asche (durch Feuer) reichert die Erde mit Nährstoffen an.
Erde bringt Erze (Metall) hervor.
Spurenelemente (Metall) beleben Wasser.
Wasser nährt Bäume und Pflanzen (Holz).

### Kontroll-Zyklus

Kontroll-Zyklus

Mangel oder Überfluss eines der fünf Elemente des betrachteten Prozesses würde den Prozess insgesamt stören beziehungsweise seinen Träger (einen lebendigen Organismus) schädigen. Kontrollierende Eingriffe können nicht willkürlich erfolgen, ohne den Prozess zu stören. Vielmehr soll die inhärente Gesetzmäßigkeit auch bei der Prozesskontrolle von außen berücksichtigt werden:
Bäume und Pflanzen (Holz) entziehen der Erde Nährstoffe. Wurzeln halten die Erde zusammen.
Staudämme (Erde) halten Wasser auf. Erde verschmutzt Wasser.
Wasser löscht Feuer.
Feuer schmilzt Metalle.
Eine Axt (Metall) spaltet Holz.
Die Kontrollrelation ist deshalb ein Pentagramm im Kreis, das dadurch entsteht, dass jedes Element auf seinen Nach-Nachfolger einwirkt. Dies entspricht der Beziehung Großmutter-Kind.

### Schwächungs-Zyklus

Schwächungs-Zyklus

Jedes Element entwickelt sich durch Schwächung seines Vorgängers im Nährungszyklus (zyklische Relation entgegen dem Uhrzeigersinn). Dies entspricht der Beziehung Großmutter-Mutter, die Mutter schwächt die Großmutter.
Holz saugt Wasser auf,
Wasser korrodiert Metall,
Metall zieht Mineralien aus der Erde,
Erde erstickt Feuer, und
Feuer verbrennt Holz.

### Schädigungs-Zyklus

Schädigungs-Zyklus

Die entgegengesetzte Relation (auf den Vor-Vorgänger) wird als destruktiv, verletzend beschrieben.
Holz macht Metall stumpf,
Metall nimmt Hitze (Feuer) auf,
Feuer verdampft Wasser,
Wasser weicht Erde auf (Erosion),
Erde erstickt Holz.
Dies entspricht der Beziehung Kind-Großmutter.

## Dynastische Übergänge
Nach dem politischen Philosophen der kriegführenden Staaten, Zou Yan, besitzt jedes der fünf Elemente eine personifizierte „Tugend“, die auf das vorherbestimmte Schicksal einer Dynastie hinweist; dementsprechend weist die zyklische Folge der Elemente auch auf dynastische Übergänge hin. Zou Yan behauptet, dass das Mandat des Himmels die Legitimität einer Dynastie sanktioniert, indem er selbst manifestierende verheißungsvolle Zeichen in der rituellen Farbe (gelb, blau, weiß, rot und schwarz) sendet, die dem Element der neuen Dynastie (Erde, Holz, Metall, Feuer und Wasser) gilt. Seit der Qin-Dynastie beriefen sich die meisten chinesischen Dynastien auf die Theorie der Fünf Elemente, um ihre Herrschaft zu legitimieren.

## Kosmologische Anordnung
Eine im Westen weniger bekannte Anordnung der fünf Elemente ergibt sich, wenn das wandelnde Prinzip der Erde in den Mittelpunkt des Rades rückt und die verbleibenden vier Elemente auf zwei orthogonalen Achsen angeordnet werden:
- Vertikale: Wasser unten (großes Yin, Statik) – Feuer oben (großes Yang, Dynamik)
- Horizontale: Holz links (kleines Yang, Expansion) – Metall rechts (kleines Yin, Kontraktion)

Diese orientierende quaternio stellt das Wirkprinzip des Prozesses anstelle der Prozessdynamik selbst in den Mittelpunkt der Betrachtung und ähnelt damit den orthogonalen westlichen Begriffsystemen, die der Orientierung dienen (Beispiel: Vier-Elemente-Lehre, Kompassrose, kartesisches Koordinatensystem, Vier Jahreszeiten). In der traditionellen chinesischen Medizin (TCM) wird die vertikale Achse als konstitutionell, die horizontale als situativ bezeichnet.

## Projektion
Beide Darstellungen (die zyklische und die kosmische) können als zwei verschiedene ebene Projektionsmöglichkeiten ein und derselben räumlichen Pyramide (mit der Erde an der Spitze und einem Scheitelwinkel von 36 Grad) aufgefasst werden. Diese Eigenschaft zeigt, dass beide planaren Darstellungen nicht alternativ nebeneinander stehen, sondern (dreidimensional) konstruktiv ineinander übergeführt werden können (vgl. die beiden Anordnungen der Acht Trigramme „alter Himmel“ und „neuer Himmel“ im Yijing)

## Zuordnungen, Analogien
Den fünf Elementen ist eine Vielzahl anderer Begriffe zugeordnet, die zum Teil nur in ihrem speziellen Erfahrungsumfeld nachvollziehbar sind. Am bekanntesten ist wohl die Zuordnung zu Formen und Farben:
| Holz   | 木 mù   | (grün-)blau | Zylinderformen    |
| Feuer  | 火 huǒ  | rot         | Pyramidenformen   |
| Erde   | 土 tǔ   | gelb        | Quaderformen      |
| Metall | 金 jīn  | weiß (grau) | Kuppelformen      |
| Wasser | 水 shuǐ | schwarz     | irreguläre Formen |

Anm.:
Die Liste der weiteren Analogien ist praktisch unbegrenzt. Die Bildung erfolgt dabei immer mit fünf Richtungen, den (Grund-)Elementen sind fünf Jahreszeiten zugeordnet, fünf Himmelsrichtungen, fünf Geschmacksrichtungen, fünf Emotionen, fünf Witterungen, fünf Landschaftsformen, fünf Planeten, fünf Beziehungen, fünf Töne in der Musik (Pentatonik). Eine vergleichbare Analogiebildung ist auch Grundlage der Chinesischen Medizin. Mit den Fuwa (福娃,  fúwá), den Maskottchen der Olympischen Sommerspiele 2008 in Peking, ist die Reihe der Analogien erweitert worden.
| Kategorien                             | 木 Holz                                       | 火 Feuer | 土 Erde                               | 金 Metall                                  | 水 Wasser                                  |
| -------------------------------------- | --------------------------------------------- | --- | ------------------------------------- | ------------------------------------------ | ------------------------------------------ |
| Die natürliche Welt                    |                                               | |                                       |                                            |                                            |
| Fünf Richtungen                        | Ost                                           | Süd | Mitte                                 | West                                       | Nord                                       |
| Fünf Geschmacksrichtungen              | sauer                                         | bitter | süß                                   | scharf                                     | salzig                                     |
| Fünf Jahreszeiten                      | Frühling                                      | Sommer | Mittsommer                            | Herbst                                     | Winter                                     |
| Fünf Umwandlungen                      | Zeugung                                       | Wachstum | Reife                                 | Ernte                                      | Aufbewahrung                               |
| Fünf Tageszeiten                       | Morgen                                        | Mittag | Nachmittag                            | Abend                                      | Nacht                                      |
| Doppelstunden (Organuhr)               | 23 bis 1 Uhr Gallenblasenmeridian (Yang) Holz | 11 bis 13 Uhr Herzmeridian (Yin) Kaiserliches Feuer 19 bis 21 Uhr Perikardmeridian (Yin) Ministerielles Feuer                   | 7 bis 9 Uhr Magenmeridian (Yang) Erde | 3 bis 5 Uhr Lungenmeridian (Yin) Metall    | 15 bis 17 Uhr Blasenmeridian (Yang) Wasser |
| Doppelstunden (Organuhr)               | 1 bis 3 Uhr Lebermeridian (Yin) Holz          | 13 bis 15 Uhr Dünndarmmeridian (Yang) Kaiserliches Feuer 21 bis 23 Uhr Dreifacher-Erwärmer-Meridian (Yang) Ministerielles Feuer | 9 bis 11 Uhr Milzmeridian (Yin) Erde  | 5 bis 7 Uhr Dickdarmmeridian (Yang) Metall | 17 bis 19 Uhr Nierenmeridian (Yin) Wasser  |
| Fünf Witterungen                       | Wind                                          | Hitze | Feuchtigkeit                          | Trockenheit                                | Kälte                                      |
| Fünf Wandlungsphasen                   | schwaches Yang                                | starkes Yang | Ausgeglichenheit                      | schwaches Yin                              | starkes Yin                                |
| Fünf geometrische Formen               | Zylinder                                      | Pyramide | Quader                                | Kuppel                                     | irregulär                                  |
| Fünf Töne                              | Terz                                          | Quinte | Prime                                 | Sekunde                                    | Sexte                                      |
| Fünf Planeten                          | Jupiter                                       | Mars | Saturn                                | Venus                                      | Merkur                                     |
| Fünf Tiere                             | Drache                                        | Feng Huang | Qilin                                 | Tiger                                      | Schildkröte                                |
| Der Mensch (menschlicher Körper) – TCM |                                               | |                                       |                                            |                                            |
| Fünf Zang-(Yin-)Organe (Hauptorgane)   | Leber                                         | Herz | Milz                                  | Lunge                                      | Niere                                      |
| Fünf Fu-(Yang-)Organe (Hilfsorgane)    | Gallenblase                                   | Dünndarm | Magen                                 | Dickdarm                                   | Harnblase                                  |
| Fünf Sinne                             | sehen                                         | sprechen | schmecken                             | riechen                                    | hören                                      |
| Fünf Sinnesorgane                      | Auge                                          | Zunge | Mund/Lippen                           | Nase                                       | Ohr                                        |
| Fünf Körpergewebe                      | Sehne                                         | Blutgefäße | Muskeln                               | Haut und Haar                              | Knochen                                    |
| Fünf Gefühle                           | Zorn                                          | Freude | Verlangen                             | Trauer                                     | Furcht                                     |
| Fünf Lautäußerungen                    | Geschrei                                      | Gelächter | Gesang                                | Weinen                                     | Seufzen                                    |
| Fünf Körperflüssigkeiten               | Tränen                                        | Schweiß | Speichel                              | Schleim                                    | Urin                                       |
| Übergreifendes                         |                                               | |                                       |                                            |                                            |
| Fünf Lebensalter                       | Geburt und Wachstum                           | Ausbildung und Entwicklung | Reife und Übergang                    | Nachreife und Ernte                        | Abbau und Genuss der Ernte                 |
| Zwölf Erdzweige Tierzeichen            | Tiger Hase                                    | Schlange Pferd | Drache Schaf Hund Ochse               | Affe Hahn                                  | Schwein Ratte                              |
| Zehn (=2·5) Himmelsstämme              | 甲 jiǎ 乙 yǐ                                  | 丙 bǐng 丁 dīng | 戊 wù 己 jǐ                           | 庚 gēng 辛 xīn                             | 壬 rén 癸 guǐ                              |
| Acht Trigramme                         | ☴ 巽 xùn ☳ 震 zhèn                            | ☲ 離 lí | ☷ 坤 kūn ☶ 艮 gèn                     | ☰ 乾 qián ☱ 兌 duì                         | ☵ 坎 kǎn                                   |
| CJK-Wochentage                         | Donnerstag                                    | Dienstag | Samstag                               | Freitag                                    | Mittwoch                                   |

Anm.:

## Wu Xing-Zuordnung nach Großmeister Wu Gong Jue
Nach einer sehr alten chinesischen Tradition werden den „fünf Elementen“ – im Ursprungsland China „fünf Wandlungsphasen – Wu Xing“ genannt – teilweise andere und sehr viel umfangreichere Entsprechungen zugeordnet (Übersicht der Wandlungsphasen – „5 Elemente“, „Wu Xing“ – nach Großmeister Wu Gong Jue). Man unterscheidet hier nach dem Wissen oder der Tradition des „Alten Himmels“ und des „Neuen Himmels“. Das alte Wissen über Mensch, Erde und Kosmos wurde demnach infolge des Übergangs verfälscht und konnte nur an einem heiligen Ort bis in heutige Zeit bewahrt werden.

## Fünf-Elemente-Lehre in Japan
In Japan gibt es eine alternative Version der Fünf-Elemente-Lehre, die sich der vier „westlichen“ Elemente „Erde“, „Wasser“, „Feuer“ und „Wind/Luft“ bedient und als Fünftes die „Leere/Äther“ hinzufügt. Diese Form der Fünf-Elemente-Lehre taucht auch in der Tibetischen Medizin auf.
Diese Fünf-Elemente-Lehre wird von Miyamoto Musashi im Gorin no Sho, dem Buch der fünf Ringe verwendet.
Sie ist für die japanischen Kampfkünste von Bedeutung, vor allem für die Fechtkunst.

## „Fünf-Elemente-Lehre“ im Abendland
In der Antike entwickelte sich eine ähnlich aufgebaute Lehre, die bis heute im Abendland nachwirkt. Aristoteles fügte zu den in der griechischen Antike üblichen vier Elementen Wasser, Feuer, Erde und Luft noch den Äther hinzu, der später als Quintessenz (von lat. quinta essentia, wörtl. „fünftes Seiendes“) bezeichnet wurde und in der Alchemie eine besondere Rolle spielte.

## Trivia
- Die fünf Elemente und deren Reihenfolge zueinander merken sich chinesische Muttersprachler gewöhnlich als Aufzählung „金 jīn, 木 mù, 水 shuǐ, 火 huǒ, 土 tǔ“.
- In der Spaßreligion Diskordianismus wird die Fünf-Elemente-Lehre parodiert. Die fünf diskordischen „Elemente“ heißen sweet (Süß), boom (Dröhnen), pungent (Stechend), prickle (Prickelnd) und orange (Orangefarben). Im Diskordianischen Kalender heißen die fünf Wochentage daran angelehnt Sweetmorn, Boomtime, Pungenday, Prickle-Prickle und Setting Orange.